# Cyclosorus wulingshanensis
Cyclosorus wulingshanensis är en kärrbräkenväxtart som beskrevs av C.M.Zhang. Cyclosorus wulingshanensis ingår i släktet Cyclosorus och familjen Thelypteridaceae. Inga underarter finns listade.